# San José (San Carlos)
San José è un comune (corregimiento) della Repubblica di Panama situato nel distretto di San Carlos, provincia di Panama. Si estende su una superficie di 28,3 km² e conta una popolazione di 2.729 abitanti (censimento 2010).